# Margaret White
Margaret White (24 de fevereiro de 1889 - 21 de outubro de 1977), também conhecida como Margaret White Fishenden, foi uma meteorologista e pesquisadora industrial britânica.
White obteve um Mestrado em Ciências na Universidade de Manchester, em 1910. Lecionou no Howard Estate Observatory, Glossop, de 1910 a 1911, e, em seguida, na Universidade de Manchester, de 1911 a 1916. Ela obteve o Doutorado em Ciências da mesma universidade, em 1919.
De 1916 a 1922, ela foi a chefa da equipe de pesquisa da Manchester Corporation's Air Pollution Advisory Board. Seu trabalho durante esse tempo incluiu a publicação de The Coal Fire, seu trabalho mais conhecido.